# بروتين المرتبط بتكون جينات الغضروف
بروتين المرتبط بتكون جينات الغضروف (بالإنجليزية Cartilage associated protein) ويختصر ب CRTAP وهو بروتينيوجد في البشر وكراتب (CRTAP)هي شيفرته الجينية . 

## وظيفته
هذا البروتين هو بروتين السقالات التي قد تؤثر على النشاط من عضو واحد على الأقل من cytohesin / ARNO الأسرة في الاستجابة للمؤثرات الخلوية محددة. يرتبط طفرات هذا الجين مع تكون العظم الناقص، واضطراب النسيج الضام الذي يتميز بهشاشة العظام ونخفاض كتلة العظام.

## وصلات خارجية
http://ghr.nlm.nih.gov/gene/CRTAP
http://www.ncbi.nlm.nih.gov/gene/10491
http://www.ncbi.nlm.nih.gov/pubmed/17192541